# Lugar de Fala
O livro O que é lugar de fala? de Djamila Ribeiro - filósofa, feminista negra, escritora e acadêmica brasileira -  faz parte da coleção Feminismos Plurais, uma iniciativa coordenada por Djamila. A obra se destaca pela escolha das capas, que apresentam fotografias dos autores e autoras, refletindo uma diversidade representativa. O objetivo do livro é ser acessível e didático, buscando dialogar com um amplo público, enquanto democratiza o conhecimento produzido por pessoas negras, que é predominantemente embasado em referências de autores negros. 
O feminismo negro é apresentado como um desafio à estrutura social, reivindicando espaços de poder e voz para as mulheres negras, e assim, rompendo com a marginalização de seus saberes e existências. Essa ruptura não apenas propicia a exploração de novos modelos sociais, como destacado por Lélia Gonzalez, mas também desencadeia uma reflexão profunda sobre a interseccionalidade das lutas por igualdade.
Djamila enfatiza a importância da contextualização social em debates virtuais, criticando a desqualificação do ponto de vista com base nas vivências individuais. Para ela, embora essas vivências sejam relevantes, compreender as condições sociais que moldam o grupo ao qual o indivíduo pertence e as experiências compartilhadas por esse grupo é essencial. Portanto, a falta de conhecimento sobre o conceito de "lugar de fala" não pode ser utilizada como desculpa para a isenção de posicionamento.